# 乾正雄
乾 正雄（いぬい まさお、1934年4月22日-2020年8月20日 ）は、日本の建築学者。照明と色彩の専門家。東京工業大学名誉教授。
東京生まれ。東京大学工学部建築学科卒業。1964年同大学院博士課程修了、「色彩計画理論に関する研究」で東大にて工学博士。東京工業大学助教授、教授、95年定年退官、名誉教授、武蔵工業大学教授。2005年退任。建築における色彩、照明などの心理を研究する。人が主に視覚によって受け止める空間の大きさの感じを評価する指標として、「開放感」を提案した。

## 著書
- 『建築の色彩設計』鹿島出版会 1976
- 『照明と視環境』理工図書 (建築設計講座) 1978
- 『やわらかい環境論 街と建物と人びと』海鳴社 1988
- 『夜は暗くてはいけないか 暗さの文化論』1998 朝日選書
- 『街並の年齢 中世の町は美しい』論創社 2004
- 『ロウソクと蛍光灯 照明の発達からさぐる快適性』2006 祥伝社新書

### 共編著
- 『建築のための心理学』大山正共編 彰国社 1969
- 『環境心理とは何か』デイヴィド・カンター共編 彰国社 1972
- 『新建築学大系 11 環境心理』共著 彰国社 1982

翻訳
- R.アルンハイム『建築形態のダイナミクス』鹿島出版会 SD選書 1980

## 論文
- 乾正雄